# سیلورپلیت

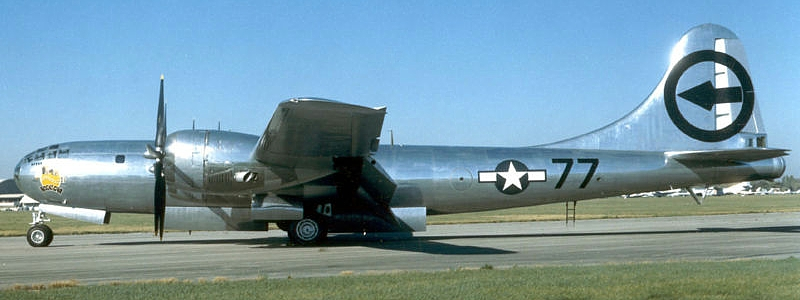
باکسکار, یک سیلورپلیت بوئینگ بی-۲۹ سوپرفورترس از گروه کامپوزیت ۵۰۹، بمباران اتمی هیروشیما و ناگاساکی

سیلورپلیت، کد مرجع نیروی هوایی ارتش آمریکا در پروژه منهتن در طول جنگ دوم جهانی بود. در ابتدا نام پروژه اصلاح هواپیما که یک بمب‌افکن بوئینگ بی-۲۹ سوپرفورترس را قادر می‌سازد تا یک سلاح اتمی را پرتاب کند، "Silverplate" در نهایت جنبه‌های آموزشی و عملیاتی برنامه را نیز شناسایی کرد. دستورالعمل اصلی پروژه به عنوان موضوع "پروژه نقره اندود" بود، اما استفاده مداوم از این اصطلاح آن را به "Silverplate" کوتاه کرد.

## منشأ
پروژه Silverplate در ژوئن ۱۹۴۳ زمانی آغاز شد که نورمن فاستر رمزی از گروه E-7 پروژه Y پروژه Y را به عنوان تنها هواپیما در موجودی ایالات متحده شناسایی کرد که قادر به حمل هر یک از انواع سلاح‌های پیشنهادی به شکل لوله‌ای است: مرد لاغر یا شکل بیضی مرد چاق.